# Phân họ Lộc đề
Pyroloideae là một phân họ thực vật trong họ Ericaceae. Trước đây nó từng được coi là một họ tách biệt với danh pháp Pyrolaceae. Nó cũng từng được coi như là tông Pyroleae trong phạm vi phân họ Monotropoideae.

## Các chi
Nó bao gồm 4 chi: 
- Chimaphila chứa 5 loài.
- Pyrola chứa 36 loài.
- Moneses chứa 1 loài (Moneses uniflora).
- Orthilia chứa 2 loài.

## Sinh dưỡng
Các loài trong phân họ này là sinh dưỡng hỗn hợp, nghĩa là chúng thu được chất dinh dưỡng từ quang hợp cũng như từ quan hệ cộng sinh với nấm rễ.